# Fiesta Mayor de Solsona

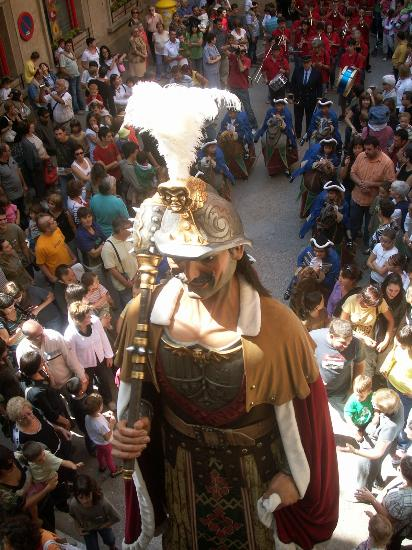
El "Gigante Vell" de Solsona.

La Fiesta Mayor de Solsona o Festa Major de Solsona, es una fiesta tradicional y popular que se celebra a la ciudad española de Solsona (Lérida) Durante la festividad de la Virgen del Claustro (Mare de Déu del Claustre), patrona de Solsona.
La celebración tiene lugar a Solsona durante los días 7, 8 y 9 de septiembre y tiene como principal característica los gigantes y demás elementos folclóricos que constituyen una de las manifestaciones tradicionales más destacadas de Cataluña.
El 2008, la Generalidad de Cataluña la declaró Fiesta Patrimonial de Interés Nacional, otorgándole el máximo reconocimiento que la Generalidad puede hacer en este ámbito.
Se suele conocer la Fiesta Mayor de Solsona también como Fiestas en honor a la Virgen del Claustro (Festes en honor a la Mare de Déu del Claustre).
El Ayuntamiento de Solsona es el encargado de organizar la mayor parte de la Fiesta Mayor, pero la parte más tradicional de la misma viene organizada por el consistorio y también por la Agrupación de Gigantes o Agrupación de Gigantes de Solsona, en cuanto al ámbito relacionado con los gigantes y los actos más festivos, y la Cofradía de la Virgen del Claustro, en cuanto al ámbito religioso y el relacionado con la Virgen del Claustro.

El origen de la Fiesta Mayor es del siglo XVII, cuando en 1653 se decidió proclamar a la Virgen del Claustro patrona de la ciudad, por haber salvado a la población de Solsona de un contexto devastador, principalmente dado por una peste. A partir de entonces, se estableció que cada 8 de septiembre, día del nacimiento de la Virgen María, se haría una procesión con la imagen de la Virgen del Claustro.
Tan importante debía de ser esta celebración, que con el tiempo se incorporaron los elementos que salían durante la procesión del Corpus (en Solsona la festividad del Corpus Christi se documenta desde 1331). Además, la importancia de la Fiesta Mayor se hizo evidente cuando las reparaciones de los gigantes y los diferentes elementos participativos de la procesión, eran pagados por la Cofradía de la Virgen del Claustro.
Con el paso del tiempo, la estructura de la fiesta evolucionó hasta la actualidad, con tres días de celebración y la participación característica de los gigantes y los otros elementos del folclore de Solsona, acompañando a las autoridades de la Casa Consistorial a la Catedral y viceversa y también precediendo las procesiones de la patrona de la ciudad.
Una de las partes de la fiesta más destacadas, es la de los tradicionales ballets a la plaza Mayor. Se trata de la exhibición de danzas de los diferentes elementos del folclore de la ciudad, que se realizan en la plaza Mayor (plaça Major en catalán) desde 1934, cuando por primera vez se aglutinó en un mismo acto una serie de danzas que anteriormente se realizaban por las calles y plazas de Solsona puntualmente durante la fiesta.
El esquema de la Fiesta se ha conservado desde finales del siglo XVII, manteniéndose actualmente vigente. Este hecho la hace una de las celebraciones más destacadas e importantes del país.

## La Fiesta

### 7 de septiembre

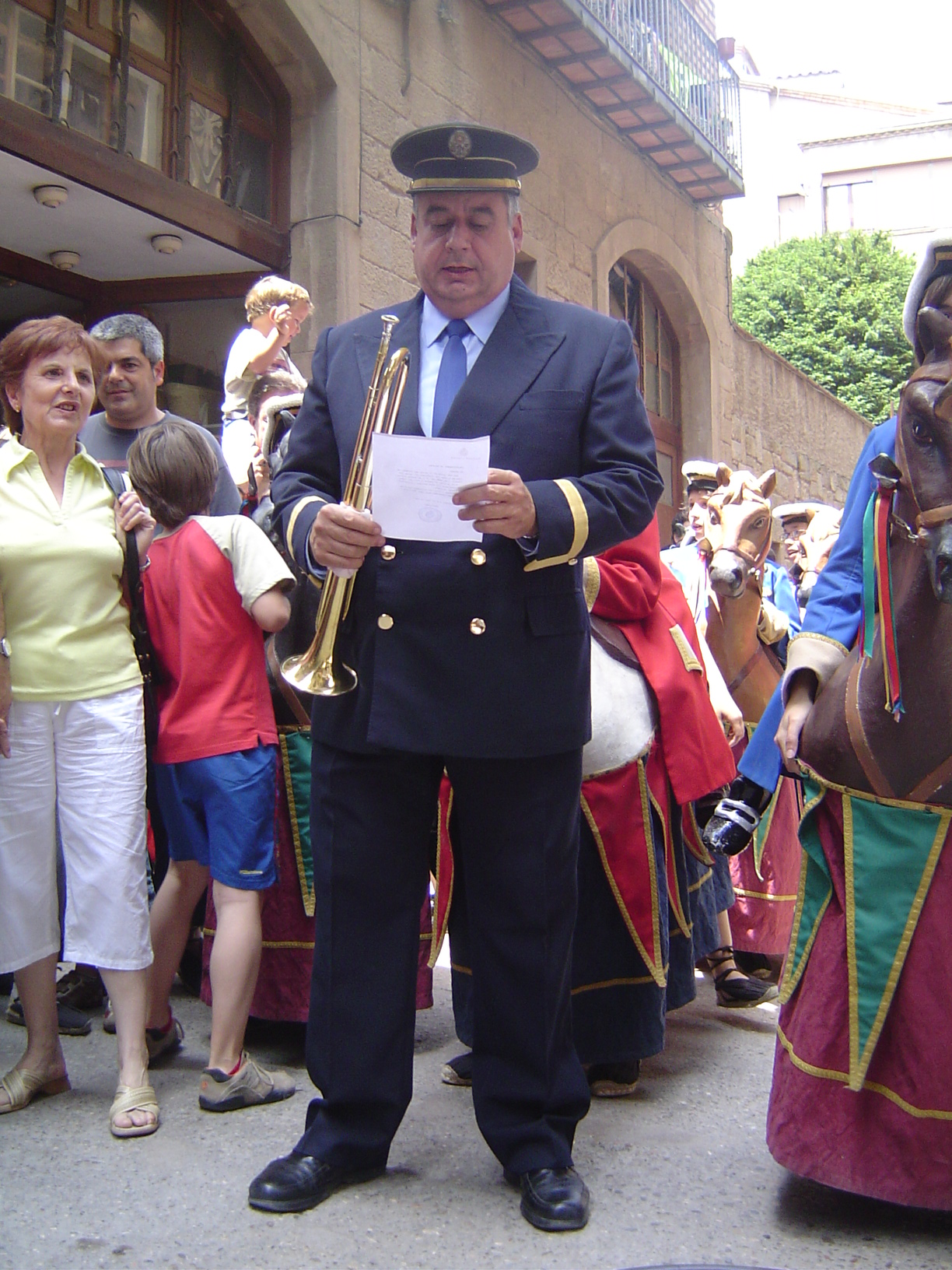
El pregonero municipal de Solsona, realizando el pregón de la fiesta (Pregó de la Festa).

Los actos tradicionales se inician con la vigilia de la Fiesta Mayor, el día 7 de septiembre. A las doce del mediodía las campanas de la Catedral repican como lo suelen hacer por cada vigilia de una festividad importante. De hecho, las campanas son las primeras a anunciar que la Fiesta Mayor está a punto de empezar.
A la una de la tarde, los gigantes y otros elementos del folclore de Solsona, son exhibidos frente la Casa de la Ciudad (sede del Ayuntamiento), esperando que tenga lugar la salutación del alcalde y que se dispare el tro.
El trono es un cohete que se enciende y sale disparado desde el balcón principal del Ayuntamiento y da el inicio oficial de la Fiesta Mayor. Entonces, se continúa con la salutación por parte del Alcalde de Solsona, que dirige unas palabras a los ciudadanos en motivo de la celebración. Seguidamente, el Pregonero Municipal sale al balcón, vestido de gala especialmente por la ocasión, y con un toque de corneta realiza el pregón, pidiendo a todos los ciudadons que engalanen sus balcones y ventanas con damascos y flores en motivo de la fiesta.
En éste preciso momento, empieza el Pregón de la Fiesta (pregó de la festa) por las calles y plazas de la ciudad. Los gigantes y otros elementos del folclore de la Fiesta Mayor acompañan, juntamente con la banda de músicos, al Pregonero Municipal a realizar el pregón por los diferentes sitios del casco antiguo realizando un tradicional recorrido. Los Trabucadores realizan una Tronada justo en el momento en qué los gigantes empiezan a hacer el recorrido. El pregón se termina en la plaza de San Juan, donde tiene lugar una exhibición final de los gigantes de Solsona, bailando al ritmo de la música.
Los actos de la vigilia, continúan al anochecer. Pasadas las ocho de la tarde, el Baile de Bastones, formado por niños y niñas de 7 a 11 años, acompañan al ritmo de la música de la banda, a las autoridades de la ciudad. El Alcalde y los Concejales, flanqueados por alguaciles vestidos de gala, asisten a la Capilla de la Virgen del Claustro, en la catedral, a las Vísperas Solemnes y al Canto de la Salve Regina en honor a la patrona.
Después, la misma comitiva se dirige al sitio donde tienen lugar los fuegos artificiales (Castillo de Fuegos), que en Solsona se realiza con motivo del inicio de la Fiesta Mayor.

### 8 de septiembre

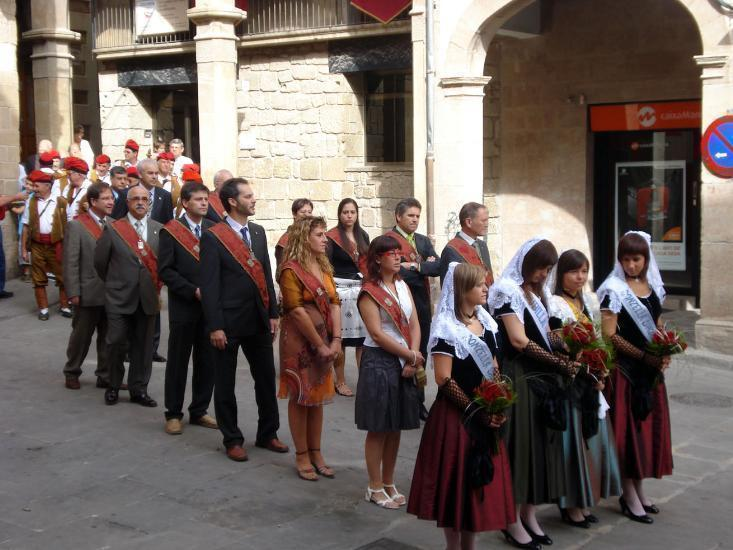
Desfile de la Corporación Municipal durante la Fiesta Mayor de 2008.

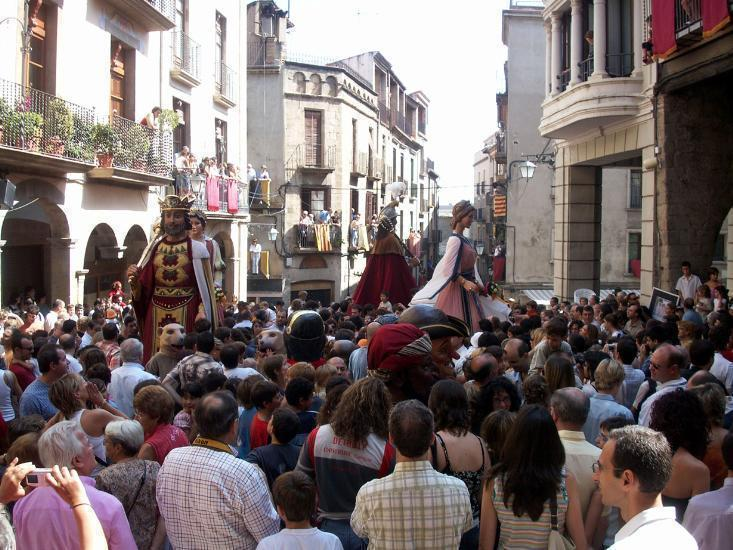
Los gigantes bailando entre una multitud en la plaza Mayor.

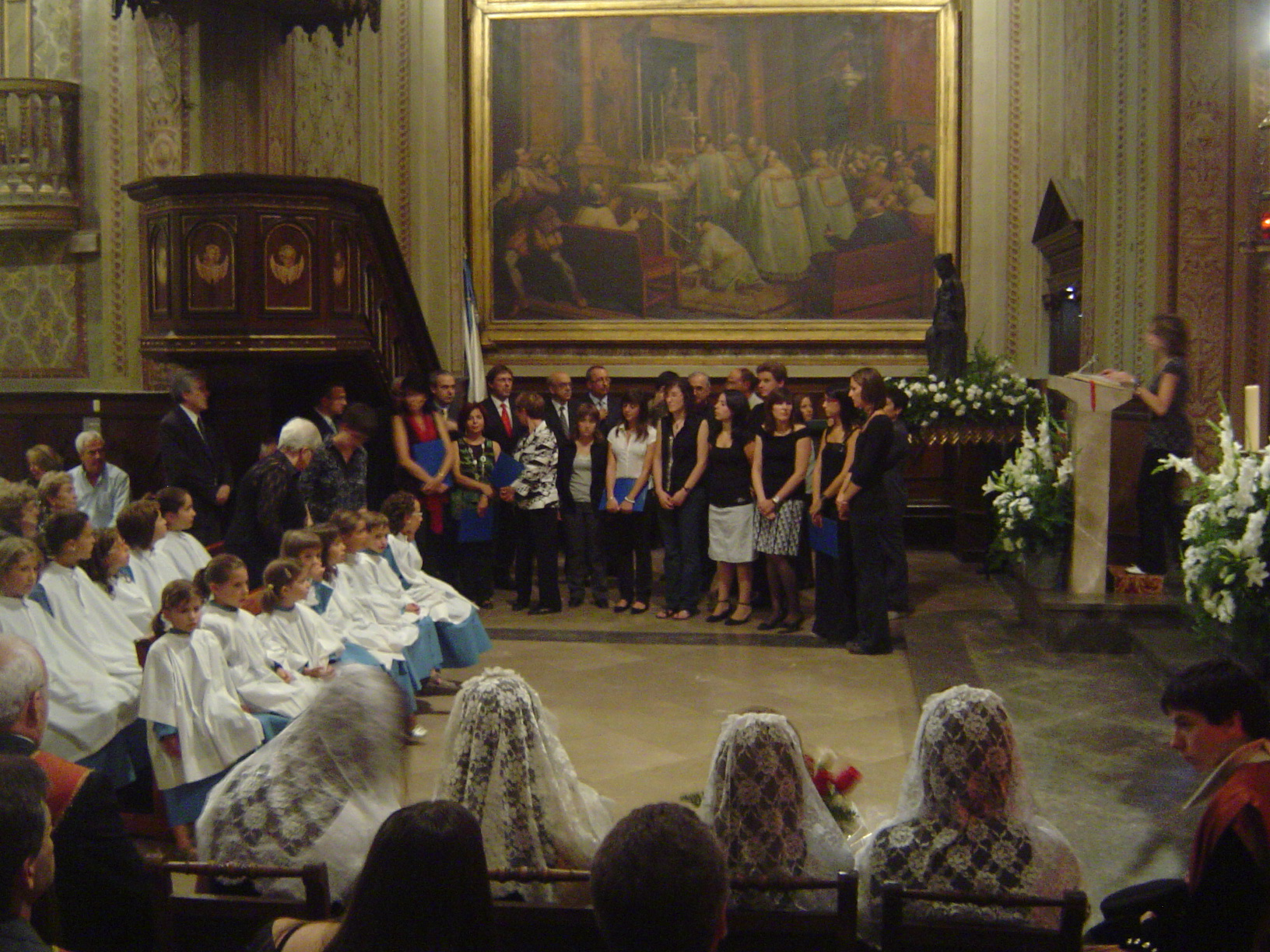
Homenaje a la patrona de la ciudad en el interior de la Catedral.

El 8 de septiembre es el día que los habitantes de Solsona de 1653 escogieron para qué se celebrase la Fiesta en honor a la Virgen del Claustro, coincidiendo así con la fecha de celebración del nacimiento de María, madre de Jesús. Además, también coincide con el día de las Vírgenes Encontradas (Verges Trobades en catalán), tratándose de la patrona de Solsona de una imagen que se encontró en su momento al pozo del antiguo monasterio, según cuenta la leyenda.
A las nueve de la mañana, tiene lugar la primera misa en honor a la patrona de la ciudad a su capilla en la catedral. Ésta se acompaña de los cánticos de la Escolania (monaguillos cantores de la Virgen del Claustro) y de la Capilla de Música. Antes de las diez, los trabucadores disparan salves de honor con sus trabucos por el contorno de las antiguas murallas de la ciudad.
A las once menos cuarto, la Corporación Municipal, acompañada de los gigantes y otros elementos del folclore, se dirigen hacia a la Catedral para asistir a la misa de las once. El recorrido que va desde la Casa de la Ciudad hasta la plaza de la Catedral, se denomina la Bajada (la Baixada). Una vez llega la comitiva a la plaza de la Catedral, o plaza de la Iglesia, los gigantes bailan al ritmo de la banda de música, mientras las autoridades hacen entrada dentro del templo.
La misa de las once es la principal misa de Fiesta Mayor, que se vuelve a repetir el día siguiente, y equivale a un Oficio o una Misa Mayor. Acostumbra a ser celebrada por un conjunto numeroso de sacerdotes de la ciudad y por el Obispo de Solsona. La misa también cuenta con la presencia de los Priores de los Cuatro Castillos y de los cuatro Administradores de la Cofradía de la Virgen del Claustro.
Mientras en la Catedral se celebra la misa, a fuera se va llenando de gente que va a ver los gigantes parados y espera que al celebración litúrgica termine.
Cuando la Corporación sale de la Catedral, los gigantes se disponen a bailar otra vez y juntamente con la resta de elementos festivos los acompañan a la plaza Mayor, donde tendrán lugar el conjunto de danzas tradicionales, los ballets.
Las autoridades se colocan a un entarimado engalanado, puesto para la ocasión y allí tiene lugar la proclamación de la pubilla de Solsona y de sus damas de honor. Seguidamente, a la música de una cobla (formación musical típica catalana) se realizan, por este orden, las danzas de los Osos, Caballos, Dragón, Nans, Baile de Bastones, Águila y de los Gigantes (Gegants).
Cuando finaliza la última danza, a la una y media de la tarde, la comitiva vuelve el recorrido hasta la Casa de la Ciudad, que se denomina la Subida (Pujada en catalán). En el momento que las autoridades entran al edificio consistorial y salen a los balcones, los gigantes bailan para dar por terminados los actos de la mañana.

Por la tarde, a las seis y cuarto, la misma comitiva de la mañana vuelve a realizar el mismo recorrido para dirigirse a la Catedral, pero esta vez para asistir a la Capilla de la Virgen del Claustro.
Desde la capilla se realiza una pequeña procesión que se dirige a la plaza Mayor, donde tiene lugar el Homenaje a la Virgen del Claustro, que a finales de los años 70 y principios de los 80, sustituyó a la antigua procesión de recorrido mucho más largo.
En la procesión asisten, entre otros, las autoridades municipales, los sacerdotes y el obispo de Solsona, los representantes de la Cofradía de la Virgen del Claustro (la Vint-i-quatrena y los administradores), el pendonista de la cofradía, los priores de los Cuatro Castillos y una imagen de la patrona de la ciudad.
El Homenaje, en medio de la plaza Mayor, consiste en la exhibición de la danza del Águila (la Àliga en catalán), una ofrenda floral por parte de la pubilla de Solsona y las damas de honor en nombre de la ciudad y finalmente se cantan himnos en honor a la patrona de la ciudad.
Cuando el Homenaje termina, la comitiva vuelve a la Catedral, pero al minuto, la salida de la Corporación Municipal, vuelve a emprender un recorrido que va directamente hasta la Casa de la Ciudad.
Cuando empieza a oscurecer, empieza la Captación de los Gigantes. Donde la pareja de los Gigantes Jóvenes, juntamente con el Flabiolaire y los músicos, hacen un recorrido por las calles de Solsona con la intención de que la gente eche dinero a una sábana que sigue la comitiva y llevada a tal efecto.

### 9 de septiembre

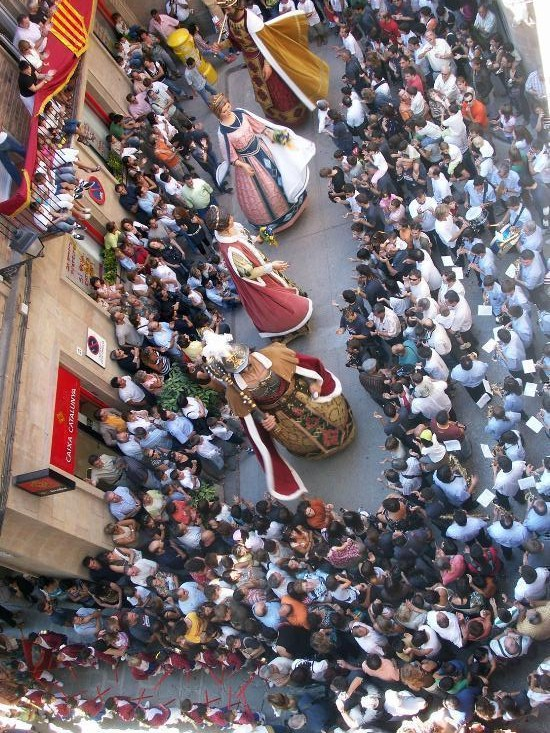
Los gigantes de Solsona bailando frente al Ayuntamiento.

Antaño, Solsona celebraba el día 9 de septiembre una festividad en honor a las reliquias de los Santos Mártires. Esta celebración, se fue perdiendo, y finalmente fue sustituyda por la proclamación, por parte del Vaticano, del día 9 de septiembre, como Día de la Virgen del Claustro de Solsona. A instancias del obispo Ramon Riu i Cabanes, a principios del siglo XX, la patrona de Solsona ya tenía un día oficial para su celebración.
Los actos de Fiesta Mayor de este día, son idénticos a los del día anterior. A las nueve de la mañana se celebra misa a la Capilla de la Virgen del Claustro similar a la del día anterior y desde las nueve y media, los Trabucadores vuelven a disparar salvas por los valles de las antiguas murallas.
A las once menos cuarto se vuelve a realizar el pasacalles con los gigantes y la Corporación Municipal, pero esta vez suele ir acompañada por los diferentes alcaldes de los municipios de la Comarca, por las autoridades de la comarca y también suele presidir la fiesta una máxima autoridad de la Generalidad de Cataluña.
A las once se celebra misa al interior de la Catedral y tras acabar, se vuelve a dirigir la comitiva hacia a la plaza Mayor, como el día anterior, para realizar las danzas tradicionales.
Cuando termina la última danza, la comitiva se dirige al compás de la música hacia al Ayuntamiento, donde vuelven a bailar los gigantes para terminar la fiesta. Pero esta vez, al ser el último día, se alarga mucho, donde  cuatro portadores, uno por cada gigante, bailan sin parar hasta que uno de ellos se cansa, dando por finalizados los actos tradicionales más concurridos de la Fiesta Mayor.
A partir de las tres de la tarde hasta al anochecer, a la Capilla de la Virgen del Claustro tiene lugar el besamanos a la patrona de la ciudad.
Uno de los actos que también es tradicional de la Fiesta Mayor de Solsona, es la misa de difuntos que se suele celebrar a las diez de la mañana en la catedral el día 10 de setiembre.

## Los Gigantes y el Protocolo del Folclore de la Fiesta Mayor

### Los Gigantes y otros elementos folclóricos

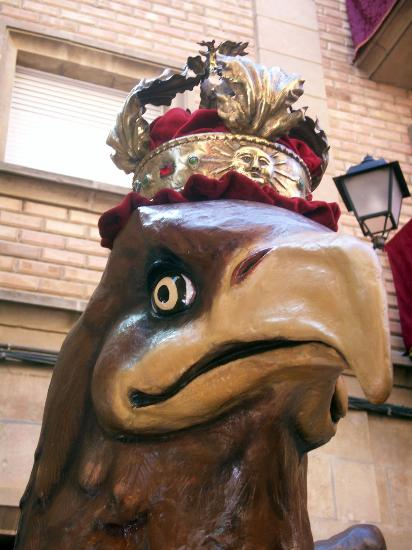
El Águila, representa la ciudad.

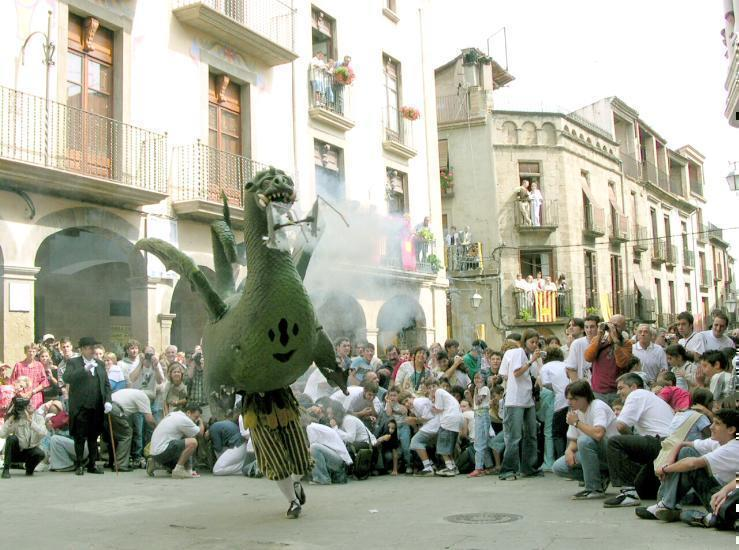
El Dragón baila en la plaza durante la exhibición de danzas.

La Fiesta Mayor de Solsona no se puede comprender sin sus gigantes. El término de “Gigantes” (Gegants) en Solsona se utiliza para designar el conjunto de elementos del folklore festivo de la ciudad, que salen por la Fiesta Mayor y también por el Corpus, incluyendo en el mismo los gigantes y el resto de elementos. Tradicionalmente también reciben el nombre de improperios. 
Su origen se da en las antiguas procesiones de la festividad del Corpus Christi. En Solsona se celebra esta fiesta desde 1331. Pasado un siglo se tiene ya constancia de la participación de diferentes escenas bíblicas o escenas de la vida de los santos en los denominados Juegos de Corpus (Jocs de Corpus en catalán). Estos Juegos se realizaban en la plaza de la Iglesia una vez se había celebrado la procesión del Corpus. Los elementos que participaban en estas representaciones con el tiempo evolucionaron a los actuales gigantes y pasaron a participar también a la Fiesta en honor a la Virgen del Claustro que se instituyó a partir de 1653.
A partir del siglo XVII es cuando se encuentran las primeras referencias escritas fidedignas sobre los gigantes tal y como se entienden hoy en día. Así, entre las primeras referencias hay la de una primera pareja de gigantes en 1675, la del dragón en 1692 o la del baili de bastones en 1680. Asimismo, se tiene constancia que su existencia es anterior de estas fechas.
Estos elementos del folclore de la ciudad han perdurado hasta nuestros días, integrándose pues los siguientes elementos a la manifestación folclórica actual:
- Los Gigantes [Gigantes Viejo (1675) y Gigantes Jóvenes (1727)]
- El Águila (1676)
- El Flabiolaire (1677)
- El Baile de Bastones (1680)
- La Mulassa y Antonio Ricu (1691)
- El Dragón (1692)
- Els Cavallets (1692)
- Els Aligons (1693)
- Los Osos (1727)
- El Toro (1773 o 1793)
- Els Nans (1909)

Entre los elementos más destacados está el Dragón (drac) que resulta ser el mismo que salió por primera vez en 1692 siendo uno de los dragones más antiguos de Cataluña. También destaca el Gigante Viejo (gegante vell), que ha sido realizado de nuevo varias veces, pero aun así no ha cambiado nunca de fisonomía.
Son los propietarios de estos elementos el Ayuntamiento de Solsona, propietario del Águila y de los Aligons, también de dos Osos y de los vestidos del Baile de Bastones, mientras que la Cofradía de la Virgen del Claustro lo es de todo el resto. Eso se debe a que históricamente la mayoría de construcciones fueron a cargo de la cofradía mientras que el Ayuntamiento sólo pagó en su momento los elementos que tiene de su propiedad.
En 1982 se creó la Agrupación de Gigantes de Solsona, entidad formada por jóvenes portadores de los gigantes que empezaron a colaborar con los antiguos portadores a partir de los años setenta e iniciaron una tarea recuperadora de danzas y músicas.

### El Protocolo del Folclore de los Gigantes de los Días del Corpus y de la Fiesta Mayor

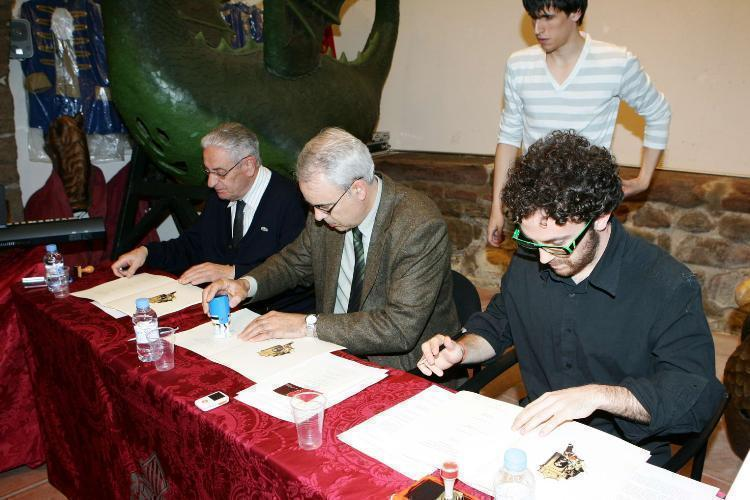
Signatura de última modificación del Protocolo por los presidentes de las tres entidades firmantes.

En 1983, el Ayuntamiento de Solsona, en cuanto institución representante de los ciudadanos de Solsona y propietario de una parte de los elementos del folclore, la Cofradía de la Virgen del Claustro, propietaria del resto de giegantes, y la Agrupación de Gigantes, como entidad destinada a velar por el mantenimiento de la manifestación y del cumplimiento de sus salidas, firmaron el protocolo del Folclore de los Gigantes de los Días de Corpus y de la Fiesta Mayor a la ciudad de Solsona.
El texto se firmó el 23 de abril de 1983 y recoge los elementos que integran la manifestación folklórica de la Fiesta Mayor, regula sus salidas y las funciones que tienen que ejecutar durante las festividades y finalmente contempla todo lo relacionado con la financiación de la manifestación y los gastos que se puedan ocasionar.
Durante varias ocasiones este Protocolo se ha modificado y las revisiones más destacadas del mismo son las hechas el 1989 y el 2008, con motivo del veinticinco aniversario de la creación del texto.